# What Is Life
What Is Life är en låt av George Harrison lanserad 1970 på hans trippel-LP All Things Must Pass. I de flesta länder släpptes låten även som albumets andra singel 1971 efter My Sweet Lord. I Storbritannien var den dock b-sida till nämnda låt. På inspelningen medverkar Eric Clapton, samt Delaney & Bonnies band. Inspelningen producerades av Harrison tillsammans med Phil Spector.
Från början hade Harrison tänkt att ge låten till Billy Preston att spela in. 1972 släpptes den som singel av Olivia Newton-John och blev en måttlig framgång för henne.

## Listplaceringar
- Billboard Hot 100, USA: #10[1]
- RPM, Kanada: #3[2]
- Media Control, Tyskland: #3[3]
- Nederländerna: #2[4]
- Österrike: #5[5]
- Schweiz: #1[6]
- VG-lista, Norge: #7[7]
- Tio i topp, Sverige: #6[8]